# Névez
Névez är en kommun i departementet Finistère i regionen Bretagne i västra Frankrike. Kommunen ligger i kantonen Pont-Aven som tillhör arrondissementet Quimper. År 2022 hade Névez 2 721 invånare.

## Befolkningsutveckling
Antalet invånare i kommunen Névez
Referens:INSEE